# Leanne Cope
Leanne Cope (Bath, 13 settembre 1983) è una ballerina, attrice e cantante inglese.

## Biografia
Dopo aver studiato danza alla Royal Ballet School, Leanne Cope si è unita immediatamente al Royal Ballet, dove ha collaborato con il coreografo Liam Scarlett per i balletti Asphodel Meadows (2010) e Metamorphosis: Titian (2012). Nel 2014 interpreta Lise Dassin nell'adattamento teatrale del film musical Un americano a Parigi al Théâtre du Châtelet e nel 2015 riprende questa performance a Broadway e viene candidata al Tony Award alla miglior attrice protagonista in un musical, oltre che al Drama Desk Award, Drama League Award for Distinguished Performance e all'Outer Critics Circle Award. Nel 2017 riprende la sua performance come Lisa a Londra.
È sposata con il ballerino Paul Kay, che le chiese di diventare sua moglie durante una rappresentazione dello Schiaccianoci.